# .nrw
.nrw ist eine Neue Top-Level-Domain des Landes Nordrhein-Westfalen. Sie ist seit März 2015 für Bürger und Firmen frei zu registrieren.
Im November 2011 gab die damalige nordrhein-westfälische Landesregierung ihre Unterstützung für die Einführung der .nrw-Domain bekannt. Die offizielle Einführung fand zum 24. März 2015 statt.
Als erste Website nutzte die Regierungsplatform open.nrw die neue Endung. Mittlerweile wurden rund 19.500 .nrw-Domains registriert.